# Soluna (película)
Soluna es una película filmada en colores de Argentina dirigida por Marcos Madanes sobre su propio guion escrito en colaboración con Augusto Roa Bastos según la obra teatral de Miguel Ángel Asturias que se produjo en 1967 y se estrenó el 6 de marzo de 1969 y que tuvo como protagonistas a Luis Medina Castro, Dora Baret y Héctor Carrión.

## Sinopsis
Un hombre acude a un brujo para apurar el reencuentro  con una mujer y aquel le da una máscara que acelera el tiempo.

## Reparto
- Luis Medina Castro
- Dora Baret
- Héctor Carrión
- Mikaela
- David Llewellyn
- Lola Palombo
- Guerino Marchesi
- Diablada de Oruro
- Fernando Iglesias

## Comentarios
Clarín dijo :

”.Por momentos hay una tendencia a acentuar lo mágico, en otras ocasiones se recurre a la comedia, y casi todo el tiempo hay una recurrencia al pintoresquismo que resulta apabullante”

La revista Panorama comentó:

”Lo que cuesta un eclipse.”

Manrupe y Portela escriben:

”Vistosos paisajes y tratamiento inadecuado, como en tantas otras oportunidades, adaptando una obra de Asturias, hasta entonces no representada.”